# Julianna Guill
Julianna Guill (Winston-Salem, North Carolina, 7 juli 1989) is een Amerikaans actrice. Ze speelde onder andere in de films Friday the 13th, Crazy, Stupid, Love. en The Apparition.

## Biografie
Guill werd geboren in Winston-Salem in de Amerikaanse staat North Carolina als de dochter van Ann en Earl Guill. Ze groeide op met zingen en acteren. Ook begon ze al op jonge leeftijd als tap-, ballet- en jazzdanseres en maakte ze deel uit van een koor. In 2005 behaalde ze haar diploma aan de R.J. Reynolds High School. Hierna ging ze naar de New York-universiteit voordat ze naar Los Angeles vertrok om aan haar acteercarrière te gaan werken.
In haar beginjaren als actrice maakte Guill gastoptredens in televisieseries als One Tree Hill, CSI: Miami, 90210, How I Met Your Mother, Criminal Minds en CSI: Crime Scene Investigation. In de film Road Trip: Beer Pong, een vervolg van Road Trip uit 2000, had Guill haar eerste hoofdrol te pakken.
In 2009 had Guill haar eerste grote rol te pakken als Bree in de slasherfilm Friday the 13th, een remake van de originele film uit 1980. Hetzelfde jaar speelde ze ook in de slasher-televisieserie My Super Psycho Sweet 16. Ook in het vervolg My Super Psycho Sweet 1: Part 2 was Guill te zien. Daarnaast had ze een rol naast Jessica Lowndes in de film Altitude. Datzelfde jaar kreeg Guill een hoofdrol in de TBS-komedie dramaserie Glory Daze.
Guill speelde in 2011 in de romantische komediefilm Crazy, Stupid, Love. Een jaar later had ze ook een hoofdrol in de horrorfilm The Apparition. Daarnaast maakte Guill een gastoptreden als een cheerleader in Community. Met haar tegenspeler Alison Brie en Cyrina Fiallo vormde Guill de meidengroep The Girls. Van 2014 tot 2017 speelde Guill in de dramaserie Girlfriends: Guide to Divorce.
Vanaf 2018 had Guill een terugkerende rol als Jessie Nevin, de zus van Nic Nevin gespeeld door Emily VanCamp, in de Fox medische dramaserie The Resident. Hierna speelde ze Marybeth Pickett, de vrouw van het titelpersonage, in de neo-western crimeserie Joe Pickett.

## Filmografie

### Films
| Jaar | Titel                                                          | Rol               | Opmerkingen                               |
| ---- | -------------------------------------------------------------- | ----------------- | ----------------------------------------- |
| 2009 | 2 Dudes and a Dream                                            | Stacy             |                                           |
| 2009 | Friday the 13th                                                | Bree              | [ 4 ] [ 5 ] [ 6 ]                         |
| 2009 | Fired Up!                                                      | Meisje            |                                           |
| 2009 | Road Trip: Beer Pong                                           | Katy              |                                           |
| 2010 | Five Star Day                                                  | Abigail           |                                           |
| 2010 | Costa Rican Summer                                             | Eva               |                                           |
| 2010 | Altitude                                                       | Mel               | [ 10 ] [ 11 ]                             |
| 2011 | Crazy, Stupid, Love.                                           | Madison           |                                           |
| 2012 | A Green Story                                                  | Rebecca           |                                           |
| 2012 | Mine Games                                                     | Claire            | Videofilm; ook bekend als The Evil Within |
| 2012 | The Apparition                                                 | Lydia             | [ 15 ]                                    |
| 2013 | Crystal Lake Memories: The Complete History of Friday the 13th | Zichzelf          | Documentairefilm                          |
| 2014 | Alex of Venice                                                 | Anya              |                                           |
| 2015 | Bad Night                                                      | Viceroy           | [ 23 ]                                    |
| 2015 | Christmas Eve                                                  | Ann               |                                           |
| 2016 | Lawless Range                                                  | Margaret Donnelly |                                           |
| 2016 | Captain America: Civil War                                     | Stark' assistent  |                                           |
| 2016 | Killing Poe                                                    | Brittany Wilcox   |                                           |
| 2017 | Becoming Bond                                                  | Receptioniste     | Documentairefilm                          |

### Televisie
| Jaar      | Titel                            | Rol                     | Extra                     |
| --------- | -------------------------------- | ----------------------- | ------------------------- |
| 2004-05   | One Tree Hill                    | Money Girl / Ashley     | 2 afl.                    |
| 2006-07   | CSI: Miami                       | Toll Booth Girl / Kelly | 2 afl.                    |
| 2007      | CSI: Crime Scene Investigation   | Monica                  | 1 afl.                    |
| 2009      | How I Met Your Mother            | Maiden                  | 1 afl.                    |
| 2009      | My Super Psycho Sweet 16         | Madison Penrose         | Televisiefilm             |
| 2009-10   | 90210                            | Savannah Montgomery     | 2 afl.                    |
| 2010      | Cold Case                        | Bunny Hairgreave        | 1 afl.                    |
| 2010      | Accidentally on Purpose          | Melissa                 | 1 afl.                    |
| 2010      | The Supranos                     | Sunshine                | 2 afl.                    |
| 2010      | My Super Psycho Sweet 16: Part 2 | Madison Penrose         | Televisiefilm             |
| 2010-11   | Glory Daze                       | Christie DeWitt         | Hoofdrol; 10 afl.         |
| 2011      | Community                        | Cheerleader             | 1 afl.                    |
| 2011      | Psych                            | Vivienne                | 1 afl.                    |
| 2012-13   | Underemployed                    | Bekah                   | Terugkerende rol; 7 afl.  |
| 2013      | Bad Samaritans                   | Drew                    | Hoofdrol: 5 afl.          |
| 2013      | Criminal Minds                   | Ashley Fouladi          | 1 afl.                    |
| 2014      | Cougar Town                      | Haylee Gazelian         | 1 afl.                    |
| 2014      | Selfie                           | Corynn Mcwatters        | 1 afl.                    |
| 2014-2018 | Girlfriends Guide to Divorce     | Becca Riley             | Terugkerende rol; 17 afl. |
| 2016      | Rush Hour                        | Dr. Alice Rosenberger   | 2 afl.                    |
| 2016      | Summer in the City               | Taylor Morgan           | Televisiefilm             |
| 2016      | Sunset PPL                       | Talia                   | Televisiepilot            |
| 2016      | Rosewood                         | Astrid                  | 1 afl.                    |
| 2017      | The Mindy Project                | Dina                    | 1 afl.                    |
| 2017      | Psych: The Movie                 | Dr. Butterfly McMillan  | Televisiefilm             |
| 2018-19   | The Resident                     | Jessie Nevin            | Terugkerende rol; 11 afl. |
| 2019      | Into the Dark                    | Kara Wheeler            | 1 afl.                    |
| 2019      | Grounded for Christmas           | Nina                    | Televisiefilm             |
| 2020      | Christmas on the Vine            | Brooke                  | Televisiefilm             |
| 2021-2022 | Joe Pickett                      | Marybeth Pickett        | Hoofdrol; 20 afl.         |

- Bibliothèque nationale de France: cb16564806b (data)
- Gemeinsame Normdatei: 1061471284
- International Standard Name Identifier: 0000 0001 0758 8810
- Library of Congress Control Number: no2010180594
- Virtual International Authority File: 160240925
- WorldCat: E39PBJymDWXgrJRd83yhQMDTHC